# Liste katalanischer Schriftsteller
Dies ist eine alphabetisch sortierte Liste von Schriftstellern, die in katalanischer Sprache schreiben oder schrieben:

## A
- Caterina Albert i Paradís, Pseudonym Víctor Català (1869–1966)
- Antoni Maria Alcover (1862–1932)
- Joan Alcover i Maspons (1854–1926)
- Gabriel Alomar i Villalonga (1873–1941)
- Sebastià Alzamora i Martín (* 1972)
- Joaquim Amat-Piniella (1913–1974)
- Vicent Andrés i Estellés (1924–1993)
- Manuel Anglada i Ferran (1918–1998)
- Núria Añó (* 1973)
- Avel·lí Artís-Gener (1912–2000)

## B
- Víctor Balaguer (1824–1901)
- Agustí Bartra i Lleonart (1908–1982)
- Josep Maria Benet i Jornet (* 1940)
- Joan-Daniel Bezsonoff (* 1963)
- Jaume Bofill i Mates, Pseudonym Guerau de Liost (1878–1933)
- Alfred Bosch i Pascual (* 1961)
- Xavier Bosch i Sancho (* 1967)

## C
- Jaume Cabré (* 1947)
- Pere Calders i Rossinyol (1912–1994)
- Francesc Candel Tortajada (1925–2007)
- Maria Aurèlia Capmany (1918–1991)
- Agustí Cabruja i Auguet (1911–1983)
- Josep Carner i Puig-Oriol (1884–1970)
- Pedro Casaldáliga (1928–2020)
- Víctor Català → Caterina Albert i Paradís
- Teresa Colom (* 1973)
- Flavia Company (* 1963)
- Miquel Costa i Llobera (1854–1922)

## D
- Bernat Desclot (1201–1288)
- Cristòfor Despuig (1510–1561/80)

## E
- Francesc Eiximenis (um 1330 – 1409)
- Salvador Espriu (1913–1985)

## F
- Gabriel Ferrater i Soler (1922–1972)
- Josep Ferrater i Mora (1912–1991)
- Ignasi Ferrera († um 1794)
- Antoni Fiter i Rossell (1706–1748)
- Francesc Fontanella i Garraver (1622–1682/83)
- Manuel Forcano (* 1968)
- Feliu Formosa (* 1934)
- Joan Fuster (1922–1992)

## G
- lo Gaiter del Llobregat → Joaquim Rubió i Ors
- Martí Joan de Galba († 1490)
- Lluís Galiana i Cervera (1740–1771)
- Francesc Vicent Garcia i Ferrandis (1578/79–1623)
- Joan Gili i Serra (1907–1998)
- Josep Guia i Marín (* 1947)
- Àngel Guimerà (1845–1924)

## J
- Maria de la Pau Janer i Mulet (* 1966)
- Julià de Jòdar i Muñoz (* 1942)
- Jordi de Sant Jordi (um 1398–1424)

## L
- Gemma Lienas i Massot (* 1951)
- Guerau de Liost → Jaume Bofill i Mates
- Vicenç Llorca i Berrocal (* 1965)
- Enric Lluch i Girbés (* 1949)
- Joan-Lluís Lluís (* 1963)
- Ramon Llull (um 1232 – 1316)

## M
- Joan Maragall (1860–1911)
- Maria Mercè Marçal i Serra (1952–1998)
- Ausiàs March (1397–1459)
- Rossend Marsol Clua, Pseudonym Sícoris (1922–2006)
- Miquel Martí i Pol (1929–2003)
- Joanot Martorell (1410–1465)
- Ferran Marín i Ramos (* 1974)
- Eduardo Mendoza (* 1943)
- Bernat Metge (1340/46–1413)
- Manuel Milà i Fontanals (1818–1884)
- Terenci Moix (1942–2003)
- Jesús Moncada (1941–2005)
- Imma Monsó i Fornell (* 1959)
- Quim Monzó (* 1952)
- Empar Moliner (* 1966)
- Antoni Morell (1941–2020)
- Ramon Muntaner (1265–1336)

## O
- Armand Obiols → Joan Prat i Esteve
- Joan Oliver i Sallarès, Pseudonym Pere Quart (1899–1986)
- Narcís Oller (1846–1930)
- Eugeni d’Ors (1882–1954)

## P
- Vicenç Pagès i Jordà (1963–2022)
- Josep Palau i Fabre (1917–2008)
- Miquel de Palol (* 1953)
- Sergi Pàmies (* 1960)
- Teresa Pàmies i Bertran (1919–2012)
- Vicent Partal i Montesinos (* 1960)
- Manuel de Pedrolo i Molina (1918–1990)
- Joan Perucho (1920–2003)
- Joan Peruga (* 1954)
- Oriol Pi de Cabanyes i Almirall (* 1950)
- Serafí Pitarra → Frederic Soler
- Josep Pla (1897–1981)
- Joan Prat i Esteve, Pseudonym Armand Obiols (1904–1971)
- Francesc Pujols (1882–1962)
- Frederic Pujulà i Vallès (1877–1963)

## Q
- Pere Quart → Joan Oliver

## R
- Joan Ramis i Ramis (1746–1819)
- Carles Riba i Bracons (1893–1959)
- Carme Riera Guilera (* 1948)
- Vicenç Riera i Llorca (1903–1991)
- Maria Mercè Roca (* 1958)
- Mercè Rodoreda (1908–1983)
- Jaume Roig (um 1400 – 1478)
- Montserrat Roig (1946–1991)
- Joan Roís de Corella (1435–1497)
- Josep Romaguera (1642–1723)
- Joaquim Rubió i Ors, Pseudonym lo Gaiter del Llobregat (1818–1899)
- Santiago Rusiñol (1861–1931)

## S
- Josep Maria de Sagarra (1894–1961)
- Albert Salvadó (1951–2020)
- Joan Salvat-Papasseit (1894–1924)
- Màrius Sampere i Passarell (* 1928)
- Albert Sánchez Piñol (* 1965)
- Manuel Sanchis Guarner (1911–1981)
- Josep Navarro Santaeulàlia (* 1955)
- Pere Serafí (1505/10–1567)
- Màrius Serra i Roig (* 1963)
- Sícoris → Rossend Marsol Clua
- Isabel-Clara Simó i Monllor (* 1943)
- Frederic Soler, Pseudonym Serafí Pitarra (1839–1895)
- Ramon Solsona i Sancho (* 1950)
- Enric Vicent Sòria i Parra (* 1958)

## T
- Emili Teixidor i Viladecàs (1932–2012)
- Ferran Torrent i Llorca (* 1951)
- Francesc Trabal i Benessat (1899–1957)

## V
- Josep Vallverdú i Aixalà (* 1923)
- Enric Valor i Vives (1911–2000)
- Jacint Verdaguer (1845–1902)
- Llorenç Villalonga (1897–1980)
- Albert Villaró (* 1964)
- Isabel de Villena (um 1430 – 1490)

## X
- Olga Xirinacs Díaz (* 1936)